# Олле (Мёрт и Мозель)
Олле́ (фр. Olley) — коммуна во французском департаменте Мёрт и Мозель, региона Лотарингия. Относится к  кантону Конфлан-ан-Жарнизи.	

## География
Олле расположен в 31 км к западу от Меца и в 65 км к северо-западу от Нанси. Соседние коммуны:Тюмеревиль на северо-востоке, Пюкс на юго-востоке, Сен-Жан-ле-Бюзи и Бюзи на западе.					

## Демография
Население коммуны на 2010 год составляло 252 человека.
| 1962 | 1968 | 1975 | 1982 | 1990 | 1999 | 2010 |
| ---- | ---- | ---- | ---- | ---- | ---- | ---- |
| 309  | 342  | 315  | 271  | 224  | 212  | 252  |